# 峠のラジオ
『峠のラジオ』（とうげのラジオ）は、OVA「大魔法峠」のプロモーションのためのインターネットラジオ番組。
タイトルコールは「佐藤利奈の峠のラジオ」。これが正式タイトル（0回目のタイトルのみ「峠のラジオ」）。2005年12月16日から2007年3月30日まで、TE-A roomにて毎週金曜日夜10時に配信を行っていた。

## パーソナリティー
- 佐藤利奈（さとうりな）
  - 「大魔法峠」の主人公田中ぷにえ役の声優。ラジオ内でのどんなシチュエーションでも怒れないため、ついたあだ名が弱い生物。イタカワ。
  - 凹みやすい。凹むと声のトーンが落ちる。
- UPLIFT（あっぷりふと）
  - 東芝エンタテインメント(現ショウゲート)プロデューサーの伊平崇耶（いびら たかや）の別名。
  - シュールで俺モテであると言われている。
- 偽まる（にせまる）
  - ジェネオンエンタテインメントプロデューサーの川瀬浩平（かわせ こうへい）の別名。
  - 「ああ? 俺、俺。お前らの大っ嫌いな俺だよ!」と挨拶したり、時にはブースの外で天の声になり、出演者に駄目だししたりゲラゲラ笑ったりもする。
  - UPLIFT好みのキレるキャラをこなすが、最近は佐藤を褒め殺している。
  - 第22回、第23回は大阪出張のため欠席
  - 第32回、第33回は米国出張のため欠席
  - 第60回本編は武装錬金アフレコのため欠席。（反省室には参加）

## ゲスト
- 水島努（監督：第8回〜第9回，第26回，第42回〜第43回，第64回〜第65回）
- 大和田秀樹（原作者：第10回〜第11回，第38回〜第39回，第56回〜第57回，第64回〜第65回）
- 川澄綾子（声優：第12回〜第13回，第22回〜第23回）
- 下屋則子（声優：第12回〜第13回，第32回〜第33回）
- 斎藤千和（声優：第14回〜第15回，第40回〜第41回）
- 生天目仁美（声優：第24回〜第25回）
- 池端隆史（DVD第2巻演出：第26回〜第27回）
- 中田譲治（声優：第40回〜第41回）

## ゲストの注釈
- 有名無実化しているものの、厳密には『偽まる』もゲストの立場にある。
- 「個タク嫌い」は、川澄綾子を指す隠語。
- 「一人オリンピック」「亜空間ボケ」は、下屋則子を指す隠語。
- 「アザラシ」「いわし系」「リーダー」は、生天目仁美を指す隠語。「アザラシ（海豹）」は本人が女豹をめざしていると言ったこと、「いわし系」は癒し系になりたいと言ったのを本人が言い間違った事から名付けられた。「リーダー」とは、生天目がKAT-TUN会のリーダー格であることから。

## 番組形式

### 概略
- 峠の茶屋の娘である佐藤利奈と、その父（おとっつぁん）のUPLIFT、茶屋に来る常連、権三郎(ごんざぶろう)の偽まるに客（ゲスト）を交えた雑談バラエティーという設定。
  - 当初はタイトルコール前に『峠の茶屋』を舞台にした小芝居があったが、第10回配信からなくなった。これにより『茶屋』の設定が前面に出ることはなくなり、今では佐藤がUPLIFTを呼ぶ「おとっつぁん」にだけ設定のなごりがうかがえる。
- 「まじかるナースステーション」シリーズや「ドクロちゃんねる」同様、いわゆる『アニラジ』の枠からは少し外れている。
  - 「佐藤利奈に癒されたかったら、（峠のラジオは聞かないで）『あの空』を聞け」という偽まるの発言が象徴的。
  - とはいえ「あの空」も純粋な癒し系というわけではなく、O Sideに出演しているプロデューサーのスパイシーに弄られている。
- 2本録りで収録。2本録りに関しては佐藤とUPLIFTはあまり言わないが、偽まるは特に気にすることなく公言している。
  - 第30回、第31回は夏コミ用「峠のラジオ業務連絡拡大版」との3本録り。
  - 第42回、第43回は「UPLIFTかくかたりき」との3本録り。
- 収録日は非公開ではあるが、奇数回の放送日の夕方から夜である。UPはその1週間後から（つまり、予告ゲスト等へのメールは奇数回の放送日（収録日）までに送らなければ読まれることはない）。ただしラジオの初期の頃は月曜や火曜に収録していた（偽まるが収録日を言っている）。
- 媒体がOVAであり、「偽まる」「UPLIFT」が前面に出ているため「小麦ラジオ」の後継番組であるというのが、「小麦ラジオ」ファンの共通認識である。相変わらず好き放題するプロデューサー二人に翻弄されるパーソナリティが聞きどころな番組である。
- 大魔法峠の初回版に「お楽しみCD-ROM」として封入されている。第1巻に1回から9回、第2巻に10回から19回、第3巻に20回から31回＋コミケの回、第4巻に32回から43回を収録している。収録されなかった回は封入されている応募券を送ると44回から最終回＋おまけが送られてくる。

### 番組構成
- 番組構成は以下の通り。
  - タイトルコール前雑談（第1回〜第9回では、峠の茶屋を舞台にした小芝居）
  - タイトルコール
  - 雑談
  - 投稿コーナー
詳細は別項参照。
  - 業務連絡
  - 反省室（第50回〜第64回）

### 投稿コーナー
大魔法峠 主人公・田中ぷにえの使う呪文（リリカル・トカレフ・キルゼムオール）を意識したコーナータイトルがつけられている。
- ふつおた（普通のお便り）
- リリカル人生相談
  - 恋の悩みや進路の悩みを募集。第18回以後、恋愛関係は別コーナーに移動（UPLIFTの俺モテ伝説が人気の為最近は、あまりやっていない）。
- トカレフレポート（〜第20回）
  - 一撃必殺のギャグを募集したが、求める方向性がリスナー（と佐藤）に伝わらず、長く不調な状態が続いた。原作者大和田秀樹からのメールが大うけし、家族の奇妙な発言なども受け付けたものの状況は改善せず。本コーナー一押しのUPLIFTの粘りも実らず、20回で幕を閉じた。
- トカレフレポート2（第21回〜）
  - 難関トカレフレポートが終わって喜ぶ佐藤利奈が挑む、次なる難関。家族の誤作動のみを扱う。
- キルゼムオール日記
  - 身の回りで起こった怒れる出来事を募集。パーソナリティが一緒に怒る予定だったが、実際には投稿者を怒る場合が大半。佐藤が"弱い生物"で怒れないため、最近はリスナーがわざわざ佐藤のセリフを添えて送り、佐藤が「台詞」として怒るようになった。
- UPLIFTの俺モテ伝説（第17回〜）
  - 恋の悩みを俺モテなUPLIFTが一刀両断。第21回より投稿フォームが独立して作られる。

## エピソード
- 特徴を出すため、佐藤のすべての語尾に「〜でござる」をつけるという案があったが、偽まるの「うざい」の一言でボツ。以後この語尾は業務連絡コーナーでのみ使用している。
- 第10回配信分では、「一見無料に見える」無料動画配信ネタで盛り上がる。その流れで「スカパーに入っていない貧乏たれ、見れっぞ」と偽まるが発言したが、実はゲストである大和田を含め、ブース内の全員がスカパーに加入していないことが判明。微妙な雰囲気になった。
- 第13回配信で、初回生産特典の全巻収納BOX裏面のイラストにある悪戯が、ゲストによる実演を交えて種明かしされた。
- 第14回配信で、佐藤の所属事務所である東京俳優生活協同組合の設立45周年記念CDを宣伝。しかし事前準備が不足していたためか十分な宣伝ができず、フォローするUPLIFTにさえ「『俳協でググってホームページ見れば、なんかCD売ってっから。気に入ったら買ってみて』って？」と呆れ気味のコメントを入れられた。
- 第15回配信で、ゲストの斎藤千和が中田譲治と互いの役を取り替えて演じたいと提案。プロデューサーモードになった偽まるが即採用した。「大魔法峠」第3巻以後の映像特典で実現する予定。
- 川澄綾子、下屋則子がゲストの回において、UPLIFTの女性遍歴が自爆的に暴露され、翌週のゲスト斎藤千和によって『俺モテ伝説』としてモテキャラが完成。佐藤・偽まるにもリスナーにも大いに受け入れられ、結果『UPLIFTの俺モテ伝説』コーナーが堂々誕生した。
  - その後、第20回放送分で、佐藤の「もっと（4人以上）いますよ」の一言が『俺モテ伝説』の起爆剤になったことが判明した。
- 第24回配信のタイトルコール前雑談で、DVD第2巻の発売延期のお知らせをした。偽まる曰く「作品の納得いかない部分の修正などでお時間をいただきました」と全員でお詫び。
- 第28回配信時に誤って第29回配信分を公開、約5時間後に第28回配信分と差し替えられる。第28回配信分では「怪談話」を募集開始。
- 第35回配信「キルゼムオール日記」では、『ぷにえ』が佐藤の日本語の誤用を窘めた。
- 第42回配信、第43回配信分（ゲスト：水島努）は、キャララジオ「東芝エンタテインメントプレゼンツUPLIFTかくかたりき」（10月20日配信分）との三本録り。「社員て大変なんだな（水島）」「だからイヤだったんだ、このメンツだけは（UPLIFT）」「地団駄踏んでるぅ（佐藤）」
- 第44回配信、「佐藤利奈は「ちょっと待って」を覚えた。」
- 第50回配信にて、東芝エンタ初コミケ参加記念の「UPLIFT握手会」が告知される。
- 第54回配信・第55回配信分の一部に、コミケ会場での収録が含まれている。第54回配信が「UPLIFT握手会」の模様、第55回配信が「反省会スペシャル・緊急招集・集まれ宣伝マン」。
- 第56回配信・第57回配信は、『大和田秀樹と佐藤利奈のクロスオーバー11（イレブン）』という番組名がタイトルコールとジングルで使われた。偽まるの演出による大遅刻（第58回配信より）、UPLIFTのマジの大遅刻。ほろ酔いの大和田（ゲスト）、珍しくハイテンションな佐藤の4大要素が醸し出した奇跡の放送回。大和田がメインパーソナリティ、佐藤がアシスタント、UPLIFTと偽まるがゲストとなった（ただし遅刻者が来た後は通常どおりの番組進行）。遅れてきたUPLIFTをパシらせている間にUPLIFTの態度をネタにした大和田が「来週（第57回）から『UPLIFTの峠のラジオ』でいいんじゃないですか」とも発言。番組中にできあがった大和田が第56回・第57回の反省室にも乱入し、泥酔しながら『まぐろうめぇ』とマグロのおつまみを食い散らかしながらクダを巻くという珍事もそのまま放送された。
- 第58回配信冒頭で、DVD第4巻の発売延期（2.23から3.21へ）とラジオの3月末までの再延長を告知。全員でお詫び(当初の配信終了が2006年末予定。DVD第3巻の発売時期延期にともない、2007年2月末まで延長されていた）。
- 第60回配信、10時に更新されるが、音声ファイルが存在しない事態が発生。約20分後に配信開始（i-revo移行後の初トラブル）

## 準備番組
- 第0回（2005年12月16日配信）「峠のラジオ」
  - パーソナリティはUPLIFT、偽まるの漢(おとこ)2人による「佐藤利奈の峠のラジオ」の番組開始報告のため準備番組。前回、彼らが出演し終了した番組「びん・かん ドクロちゃんねる」、「まじかるナースステーション乙乙」来の「ご無沙汰です」と挨拶がされている。偽まる曰く、「この回は『峠のラジオ』で、第1回以後が『佐藤利奈の峠のラジオ』」。ちなみにこの回はCD-ROMに収録されていない。

## 関連語句
- 大魔法峠

| TE-A room 金曜配信枠                     | TE-A room 金曜配信枠 | TE-A room 金曜配信枠 |
| 前番組                                   | 番組名               | 次番組               |
| ---------------------------------------- | -------------------- | -------------------- |
| 中原小麦のまじかるナースステーション乙乙 | 佐藤利奈の峠のラジオ | -                    |